# Равенсбрюкская икона
Равенсбрюкская икона — почитаемая в Русской православной церкви и Российской грекокатолической церкви икона, изображающая Богородицу, обнимающую младенца либо отрока Христа, уже распятого на Кресте. Впервые создана в технике вышивки преподобномученицей матерью Марией в концентрационном лагере Равенсбрюк в 1945 году, отсюда название. По композиции близка к чтимой Ахтырской иконе, с той однако разницею, что на последней Христос изображен распятым в Своем полном земном возрасте.
Равенсбрюкская икона является ярким образцом применения обратной перспективы, характерной для византийской иконографии, поскольку фигура Богоматери значительно крупнее фигуры Христа-отрока, хоть и расположена позади неё.